# SMS Kaiser Friedrich III
Pour les autres navires du même nom, voir SMS Kaiser.
Le SMS Kaiser Friedrich III est un cuirassé de type pré-dreadnought lancé en 1896 par la marine impériale allemande. Il est baptisé du nom de l'empereur Frédéric III (1831-1888). Il est le navire de tête de la classe Kaiser Friedrich III.

## Service
Le cuirassé est construit pour un coût de 21 472 000 marks en 1895-1896 au chantier naval impérial de Wilhelmshaven, afin de remplacer l'ancienne frégate cuirassée SMS Preußen lancée en 1873. Il est lancé le 1er juillet 1896, mis en service le 7 octobre 1898 et classé en navire de ligne en 1899.
Après des voyages d'essai, le SMS Kaiser Friedrich III est affecté au sein de la Heimflotte à la Ire escadre, commandée par le prince Henri, le 21 octobre 1899, en tant que navire amiral. Il participe aux exercices habituels et aux manœuvres annuelles de la fin de l'été en 1900 et 1902, dans la mer du Nord et dans la mer Baltique.
Aux manœuvres du 15 août au 15 septembre 1900, la participation des navires de combat est fort réduite, car la plupart des bâtiments allemands (dont les navires de la classe Brandenburg) se trouvent en Chine pour vaincre la rébellion des Boxers et participer au débarquement et au soutien du corps expéditionnaire international. Le Kaiser Friedrich III et son sister-ship, le Wilhelm II, sont les seuls navires de bataille prenant part aux manœuvres. Ils sont accompagnés des frégates SMS Sachsen et SMS Württemberg et de six unités de défense côtière appartenant à la classe Odin et à la classe Siegfried. Le Kaiser Friedrich III est assigné pendant ces manœuvres aux forces allemandes qui doivent combattre une escadre ennemie, dite « jaune ». Le navire participe ensuite à d'autres exercices. C'est en arrivant devant Kiel, le 17 novembre 1900, qu'il laisse passer le Kaiser Wilhelm II qui doit entrer en premier au port. Mais l'ordre de renverser la vapeur arrive à contretemps, si bien que le Kaiser Friedrich III heurte, heureusement sans gravité, le Kaiser Wilhelm II. Les travaux durent trois jours et ne nécessitent pas de mise en cale sèche.
Le second incident a lieu le 2 janvier 1902, lorsque le Kaiser Friedrich III est en route de Dantzig à Kiel et heurte un obstacle sous-marin. Le choc cause des voies d'eau dans quatre compartiments et des avaries dans les chaudières, ce qui provoque un début d'incendie dans la soute à charbon. Tous les magasins de munitions, les machines et les soutes sont aussitôt remplis d'eau pour éviter la propagation de l'incendie. Le Kaiser Wilhelm II prend ensuite son sister-ship en remorque, après l'extinction de l'incendie. Finalement les machines sont remises en marche. Pendant l'incendie et le déroulement des opérations, le prince Henri déclare : « je serai le dernier à quitter ce navire, » et reste donc à bord. Le Kaiser Friedrich III retourne à Kiel, où il est soigneusement examiné. On découvre que huit chaudières sont gravement endommagées et que des parois ont été courbées par la pression de l'eau. La quille est également abîmée. Des réparations d'urgence sont effectuées à Kiel pour colmater les brèches avec du ciment et des planches, avant les travaux définitifs à Wilhelmshaven.
Aux manœuvres de fin août 1902, le Kaiser Friedrich III est cette fois-ci assigné aux forces dites « ennemies » et reçoit la mission d'empêcher les navires « allemands » de passer le Grand Belt vers la Baltique. Il doit forcer l'entrée, avec d'autres navires, de l'embouchure de l'Elbe, où le canal de l'Empereur-Guillaume et le port de Hambourg pourraient être pris. La flottille « ennemie » accomplit cette tâche en trois jours.

### Réorganisations de la flotte
En 1903, la flotte, qui ne comportait qu'une escadre de navires de bataille, est formée en flotte active de combat. Le Kaiser Friedrich III demeure affecté à la Ire escadre avec ses sister-ships et les unités de la nouvelle classe Wittelsbach, alors que les vieux bâtiments de la classe Brandenburg sont mis en réserve pour être rénovés.
Une nouvelle réorganisation de la flotte a lieu en octobre 1905. Le cuirassé est affecté à la Ire division de la IIe escadre, avec le SMS Wilhelm der Große et le vieux SMS Wörth. La Heimatflotte consiste alors en une autre division de trois navires de bataille dans la IIe escadre et de deux divisions de trois unités dans la Ire escadre. La flotte est soutenue par une division de croiseurs, composée de deux croiseurs cuirassés et de six croiseurs protégés. Les divisions ne sont pas formées selon les classes de navires, comme ce sera le cas plus tard.
C'est en 1907 qu'entrent en service les nouveaux bâtiments de la classe Deutschland. Cela permet à la flotte, avec la classe Brandenburg d'avoir suffisamment de navires de combat modernes pour former deux escadres complètes de navires de guerre.
La Heimflotte est en conséquence réorganisée en Hochseeflotte en 1907. Le navire est modernisé l'année suivante, jusqu'en 1909. Quatre de ses canons de 15 cm sont ôtés, tandis qu'on rajoute deux canons de 8,8 cm. La structure supérieure est réduite pour empêcher le navire de trop tanguer et ses cheminées sont allongées.
Toutefois l'arrivée en 1910 de nouveaux bâtiments de type dreadnought rend les navires de sa classe obsolètes. Il est mis alors en réserve.

### Première Guerre mondiale
Le cuirassé et ses sister-ships sont remis en service actif au déclenchement de la guerre. Ils sont affectés à la Ve escadre et à la défense côtière de la Baltique ; mais ils sont remis en réserve en février 1915.
Le SMS Kaiser Friedrich III est transformé en prison militaire et stationné à Kiel à partir de 1916. En 1917, il est basé à Flensbourg pour servir de casernement, et à la fin de l'année basé à Swinemünde.
Il est rayé des listes le 6 décembre 1919 et vendu à une entreprise de démolition navale berlinoise. Il est démoli à Kiel en 1920. Sa proue est visible au musée d'histoire militaire de Dresde.